# J. Thomas Looney

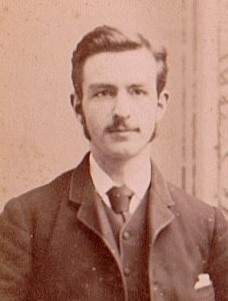
J. Thomas Looney c. 1890

John Thomas Looney, född 14 augusti 1870 i South Shields, död 17 januari 1944, var en brittisk lärare. Han anses vara upphovsman till teorin om att William Shakespeare inte själv skrivit pjäserna som tillskrivs honom.
År 1920 publicerade Looney ett stort arbete vid namn Shakespeare Identified. Mot förläggarens rekommendation underlät Looney att använda pseudonym och framförde att den riktige författaren till pjäserna var Edward de Vere, 17:e earl av Oxford, som passade in i Looneys slutledningar att "Shakespeare" var adelsman med sympatier för Huset Lancaster och som gillade Italien och lutade åt katolicism.
Looneys bok påbörjade en våg av spekulationer med efterföljare ända till idag. Sigmund Freud läste boken 1923 och blev genast övertygad. Vid slutet av sitt liv upprepar han sin åsikt i den slutliga versionen av Abriss der Psychoanalyse (1938).